# Oxhöft-Kultur

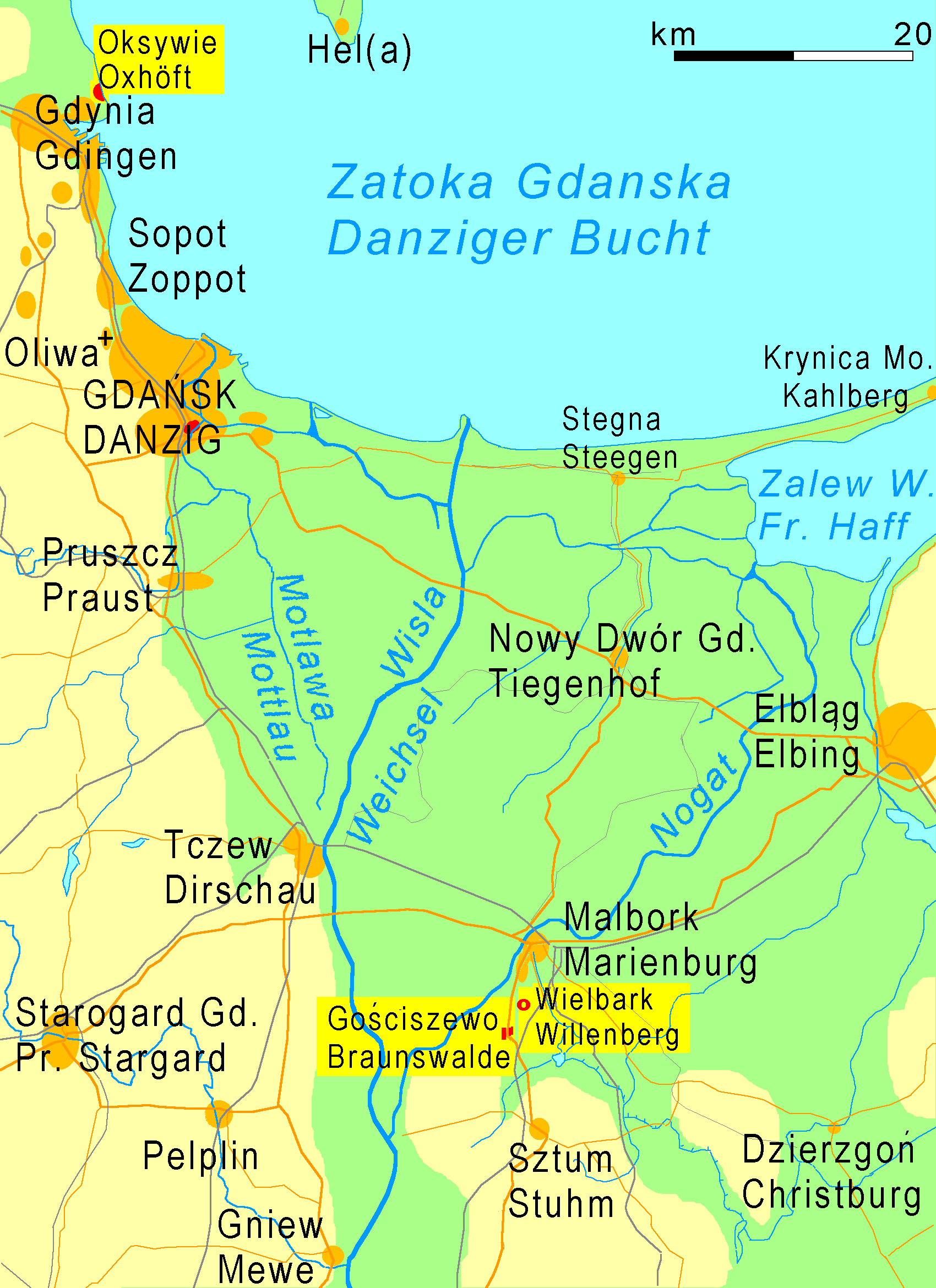
Oksywie/Oxhöft bei Gdynia (links oben, gelb)

Die Oxhöft-Kultur (Oksywie-Kultur, polnisch Kultura oksywska) ist eine archäologische Kultur aus der Eisenzeit aus dem Zeitraum des 2. bis 1. Jahrhundert v. Chr. Der Name stammt von der Ortschaft Oxhöft, poln. Oksywie, heute ein Stadtbezirk von Gdynia, etwa zehn Kilometer nördlich von Danzig, in der polnischen Woiwodschaft Pommern, wo eine Grabstätte dieser Kultur entdeckt wurde. Die Forschungsergebnisse über diese Stätte wurden nie veröffentlicht und die Funde sind verschollen.
Die Oxhöft-Kultur ist in ihrer materiellen Kultur verwandt mit der Jastorf-Kultur und der Nordischen Gruppe.
Infolge der Veränderungen in der materiellen Kultur sowie der vermutlich von den Goten diktierten Bestattungszeremonie entwickelte sich aus der Oxhöft-Kultur die Wielbark-Kultur.